# パリニャス岬

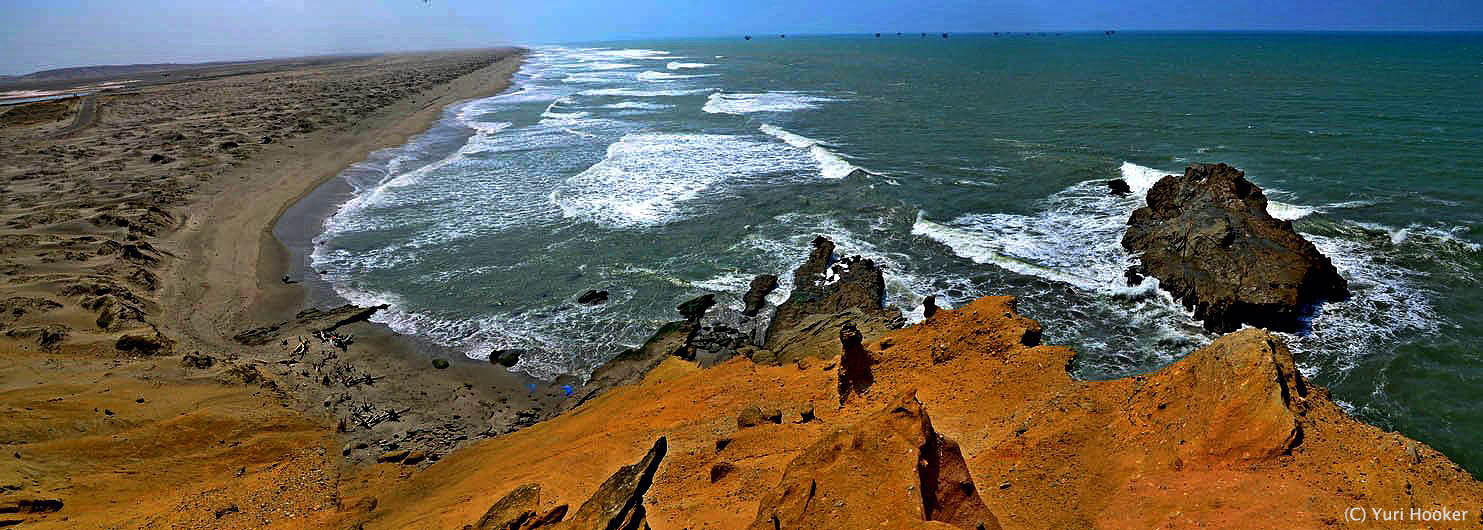
パリニャス岬からの眺め

パリニャス岬（Punta Pariñas）は、ペルー北部太平洋岸にある岬である。ピウラ県に属し、南米大陸最西端の岬でもある。最寄の都市は、少し北にあるタララ（Talara）で、沖には冷たいペルー（フンボルト）海流が南から流れて、この辺りで西へと方向を変えている。
座標: 南緯4度40分45秒 西経81度19分35秒 / 南緯4.67917度 西経81.32639度